# Monique Mbeka Phoba
Monique Mbeka Phoba, née en 1962, est une cinéaste vivant au Bénin et en Belgique, dont la famille vient de République démocratique du Congo (RDC). Ses films ont remporté plusieurs prix.

## Biographie
Monique Mbeka Phoba est née en 1962 à Bruxelles. Son  père est un diplomate de la République du Congo-Kinshasa, aujourd’hui République démocratique du Congo (RDC). De ce fait, elle séjourne en Belgique, en France, en Allemagne et en Iran, au gré des affectations professionnelles paternelles. Elle  fait quand même un bref séjour de deux ans au Congo (Zaïre, à l'époque), quand il y est nommé vice-ministre, puis ministre de l'Economie au début des années 1970. Mais, du fait qu'il devient réfugié politique, en 1977, elle s'installera définitivement en Belgique. Monique y poursuit des études de sciences économiques à l'ULB, puis de sciences commerciales à l'Institut de Commerce Saint-Louis. Sa thèse de fin d'études porte sur la « Coopération entre les industries audiovisuelles européennes et africaines »,. Alors qu'elle est étudiante, Monique Phoba s'implique activement  sur les ondes d'une radio estudiantine, Radio-Campus et écrit des articles dans divers journaux de Bruxelles et de Genève. Après le coup d’État de 1983 en Haute-Volta, elle se rend sur-place pour faire des reportages radiophoniques et y rencontre Thomas Sankara, une rencontre qui se révèlera déterminante dans son parcours. Elle est également présente lors des éditions de 1987 et 1989 du Festival panafricain du cinéma et de la télévision de Ouagadougou (FESPACO), Ouagadougou étant la capitale du Burkina-Faso et se passionne dès lors pour le cinéma africain. Elle décide alors de changer d'orientation professionnelle et de s'engager dans le métier de cinéaste. Laissant de côté son diplôme en sciences commerciales et internationales, elle participe, grâce au soutien de l'Unesco, à un atelier d'initiation à la réalisation de films documentaires aux Ateliers Varan à Paris,.
En 1991, après son film de fin de stage Corps à cœur, Monique Mbeka Phoba réalise un court-métrage documentaire, Revue en vrac, avec Fred Mongu, journaliste de la télévision nationale du Zaïre (OZRT). Le documentaire porte sur la naissance de la presse indépendante et pluraliste en RDC. De 1995 à 2007, Monique Mbeka Phoba revient vivre sur le continent africain, au Bénin, où elle travaille dans la production, la distribution et la promotion du cinéma africain. Elle y initie la création du festival de documentaires, de films et de télévision Lagunimages. Elle se lance également dans la réalisation d'une série de documentaires sur l'Afrique.
Être née africaine en Europe, est un élément qui alimente ses différents projets cinématographiques.
Rentrer ? traite du problème de l'exode des cerveaux. Il reçoit le prix Sud / Nord du Conseil européen de Rencontres Media Nord / Sud à Genève en 1996. En 1996, son court métrage Une voix dans le silence raconte la lutte de Bruno Ediko, un béninois séropositif. Son quatrième documentaire Deux petits tours et puis s'en va ...  est  co-dirigé avec Emmanuel Kolawole. Les élections au  Bénin, un des laboratoires de la démocratie africaine, est le thème de ce film qui remporte le deuxième prix du documentaire TV / Vidéo au FESPACO en mars 1997. Le court métrage de 1998, Un rêve d'indépendance, dépeint, lui, les stigmates laissés par la colonisation et évoque avec pudeur le parcours de son grand-père, assistant médical sous la colonisation belge. Ce documentaire reçoit le prix Images of Women au festival Vues d'Afrique à Montréal en avril 2000.
En 2001, un nouveau  documentaire, Anna, l'Enchantée, est diffusé. Il raconte le parcours d’Anna Tèko, une jeune chanteuse qui  remporte une bourse pour étudier  a musique en France. Mal préparée à ce changement, Anna ne reste pas plus de trois mois sur place, mais le retour dans son pays natal se révèle également difficile. >. Le documentaire remporte lui aussi  le prix Images of Women  au festival Vues d'Afrique à Montréal en avril 2002. Sorcière, la vie!  explore  la prévalence de la croyance en la sorcellerie au Congo par des cas portés devant un vieil homme, proche des parents de Monique Mbeka, qui a fait partie des évolués à l’époque du Congo belge et est devenu, après sa retraite, juge coutumier,. En 2007, elle complète son œuvre cinématographique par un documentaire sur l'équipe nationale du Zaïre, Les Leopards, qui ont connu lors de leur participation à la compétition de la Coupe du Monde de la FIFA , en 1974, en Allemagne de l'Ouest, un parcours mitigé. La réalisation de ce documentaire, Entre la coupe et l'élection, est co-dirigée avec Guy Kabeya Muya.
Depuis 2007, elle vit entre la Belgique et l’Afrique de l’Ouest. En 2009, elle publie un recueil de poésie, Yemadja. En 2010, elle a une toute première expérience comme actrice avec une autre réalisatrice congolaise, Pauline Mulombe, dans une fiction de court-métrage : Tout le monde a des raisons d'en vouloir à sa mère.
Et, en 2014, elle réalise son premier court-métrage de fiction, Sœur Oyo, qui conte la vie des écoliers dans un pensionnat catholique de Mbanza-Mbom, à l’époque du Congo belge.
Corrélativement, le court-métrage « Sœur Oyo » lui a inspiré l’idée de concevoir une masterclass sur le thème du tabou de la colonisation dans le cinéma belge des 40 dernières années, présentée 18 fois, entre 2015 et 2017, en Belgique et une fois, à Kinshasa (Festival du Film Africain de Bruxelles/FIFAB, BOZAR, Complexe cinématographique QUAI 10, à Charleroi, festival de films de femmes de Bruxelles« Elles tournent », Cinéastes en Classe, école d'Art à Gand Sint-Luca, Point-Culture de Louvain-La-Neuve, Mission Locale de Molenbeek, Festival International du Cinéma de Kinshasa, Centre Culturel Pianofabriek, Université Libre de Bruxelles, etc.)  

## Principaux films
- 1991 :  Corps à coeur, réalisatrice, 12 min
- 1991 : Revue en vrac , réalisatrice, 26 min[1]
- 1993 : Rentrer ? , réalisatrice, 52 min[1]
- 1996 : Une voix dans le silence, 12 min[1]
- 1997 :  Deux petits tours et puis s'en vont, réalisatrice[1]
- 1998 :  Un rêve d'indépendance , réalisatrice, scénariste, 53 min[4]
- 2001 :  Anna l'enchantée , réalisatrice, 52 min[5]
- 2006 :  Sorcière, la vie ! , réalisatrice, scénariste, actrice, 52 min[2]
- 2007 :  Entre la coupe et l'élection, réalisatrice, scénariste[6]
- 2010 :  Tout le monde a des raisons d'en vouloir à sa mère , actrice, 10 min[8]
- 2014 :  Sœur Oyo, réalisatrice, 23 min[3].

## Principales publications
- 2009 : Yemadja, Éditions Mabiki[9].